# Їзреельська долина
Долина Їзреел, Ізреель (івр. עמק יזרעאל, Емек Їзраел; араб. سهل زرعين, Сагел Зір'ін) — розлегла долина та рівнина на півночі Ізраїля, розташована у південній частині Нижньої Галілеї. Відома також як рівнина Ездрелон. Долина Їзреел відділяє пагорби Галілеї і Самарії і є найбагатшим сільськогосподарським районом Ізраїлю, який обробляється багатьма кооперативними співтовариствами (кібуцами й мошавами).
Названа за ізраїльським містом Їзреель (буквально — «посіє / засіває Бог»), яке перебувало в давнину в центрі долини. З найдавніших часів долина була головним бойовим полем Палестини.
Столицею регіону є місто Афула, яке часто називають столицею долини.

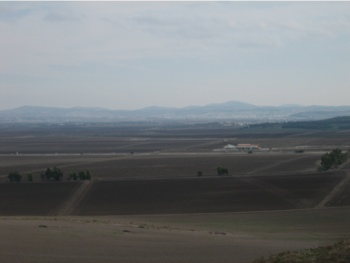
Долина Їзреел

## Історія
Долина Їзреел була в історичні частина місцем численних осілостей. У її південно-західній частині знаходилося славетне місто Мегіддо. Долина була місцем багатьох історичних битв.
У 1912-1925 рр. ліванська родина Сурсок продала 60 000 акрів землі в долині американським євреям, які розпочали осілість. Перший мошав (Нагалаль) було засновано у 1921 році. Однак, у долині залишилось арабське населення, що мешкає у 21 селі.